# 熊谷和徳
熊谷 和徳（くまがい かずのり、1977年3月30日 - ）は、日本のタップダンサー。宮城県仙台市出身。ニューヨーク大学卒。
2009年に歌手のカヒミ・カリィと結婚。一女の父である。

## 人物
映画『タップ』に衝撃を受けて、15歳からタップダンスを始め、19歳でニューヨークへ単身渡米。VISAの関係で出演することはできなかったが、ブロードウェイのショウ「NOISE/FUNK」のオーディションに合格した。
同時期、グレゴリー・ハインズに出会う。その後、NYの地下鉄、ストリートからニッティングファクトリーのようなJAZZ CLUBまで独自の活動を広げ、NYタップフェスに9年連続出演。
ニューヨーク・タイムス等にも取り上げられ、老舗のニューヨーク情報紙、Village Voiceでは『日本のグレゴリーハインズ』と評された。
2006年、米ダンスマガジンにおいて『観るべきダンサー25人』のうち一人に選ばれた。同年、MIHARA YASUHIROミラノ・コレクションの音楽を、全てタップダンスの音で演出した。
また、日野皓正、coba、上原ひろみ、金森穣、ハナレグミ、DJクラッシュ等とのセッションも提示している。
2007年から2009年にかけて、タップのルーツであるアフリカ・セネガルや、パリ、ドイツで活動。
2009年、女性歌手のカヒミ・カリィと結婚。
2010年8月31日、東京フィルハーモニー交響楽団と共演「REVOLUCION」した。
2011年、バンド「K.K.QUINTET」を結成し、リーダーを務める。
2012年、文化庁の助成を受けニューヨークに拠点を移す。
2014年、ニューヨークで毎年開催される「NATIONAL TAP DANCE DAY」にて、日本人初のフローバート賞を受賞。
同年9月、Bunkamura オーチャードホールにてソロ凱旋公演を実施。
現在はNYと日本を拠点に、舞台とワークショップを開催している。

## 出演

### TV
- NHK BS2「BSふれあいホール」（2005年）
- フジテレビ系列「僕らの音楽」（2006年）
- TBS系列「ザ・ミュージックアワー」（2010年）
- テレビ東京系列「ミューズの晩餐」（2010年）
- NHK BS1「地球テレビ エル・ムンド」（2011年）
- NHK BSプレミアム「東京JAZZ2011」（2011年）
- 日本テレビ系列「スッキリ!!」（2014年）
- TBS系列「エン活!」（2014年）
- TBS系列「バース・デイ」熊谷和徳特集（2014年）[12][13]

### FM
- TOKYO FM「フロンティアーズ～明日への挑戦」（2011年）[14]

### CM
- 江崎グリコ「みんなに笑顔を届けたい。冬篇」（2012年）[15][16]
- 菓匠三全 萩の月「NY篇」（2014年）[17]

## 関連
- グレゴリー・ハインズ
- カヒミ・カリィ
- 東京フィルハーモニー交響楽団